# 安德烈·德·洛埃阿克
安德烈·德·洛埃阿克（法語：André de Lohéac，1408年—1486年12月29日），全名安德烈·德·蒙福爾─拉瓦爾（法語：André de Montfort-Laval），洛埃阿克勛爵及雷男爵，曾任法蘭西海軍上將及元帥。安德烈年僅15歲便開始參與戰爭對抗英軍入侵，他和哥哥居伊十四世一同成為聖女貞德的忠實追隨者，隨她參與大小戰役，並見證法王查理七世的加冕典禮。在1440到1448年間參與收復諾曼第與波爾多的軍事行動。由於和哥哥同為布列塔尼公國的封臣，因此在1465年加入公益同盟對抗法王路易十一世。晚年和法王關係良好，使拉瓦爾家族成為當時名聲顯赫的家族。

## 家世背景
安德烈的父親是拉瓦爾勛爵居伊十三世·德·拉瓦爾，原名讓·德·蒙福爾（Jean de Montfort），與蒙莫朗西─拉瓦爾家族的安妮·德·拉瓦爾（Anne de Laval）結婚後，成為拉瓦爾家族的繼承人。安德烈作為次子，繼承父親原屬蒙福爾家族的洛埃阿克領地及爵位。外祖母讓娜·德·拉瓦爾（Jeanne de Laval）曾經與百年戰爭名將貝特朗·杜·蓋克蘭有婚姻關係，但無留下子嗣。安德烈自外祖母處繼承貝特朗·杜·蓋克蘭的劍，將它作為佩劍攜帶。

## 早年
安德烈在1408年出生於蒙特敘爾城堡。父親居伊十三世在1414年去世，三兄弟居伊、安德烈、路易皆未成年，使祖父拉烏爾九世·德·蒙福爾（Raoul IX de Montfort）和母親的拉瓦爾家族產生監護權糾紛，最後在1417年由議會判決母方擁有監護權。

## 軍事生涯

安德烈·德·洛埃阿克的徽章

生於英法百年戰爭期間，安德烈年僅15歲便參軍對抗英格蘭人的侵略，在1423年的拉布羅西尼埃戰役中，攜帶貝特朗·杜·蓋克蘭的劍參戰，戰後受封為騎士服役於歐馬勒伯爵旗下。
1428年3月9日，根據地拉瓦爾遭到英軍夜襲，17歲的安德烈和戍衛撤回拉瓦爾城堡，堅守6天後向英軍投降。安德烈成為什魯斯伯里伯爵約翰·塔爾博特的俘虜，他的親人協助為他籌集贖金，他的表親暨戰友吉爾·德·雷也資助一千金埃居的鉅款。安德烈在該年6月中被釋放，然後被任命為法蘭西王室統帥阿爾蒂爾·德·里奇蒙的副官。
1429年6月8日，他在謝爾河畔塞勒加入聖女貞德與阿朗松公爵徵召的王家軍隊，在奧爾良之圍解除後參加解放羅亞爾河的軍事行動。安德烈在雅爾若戰役、博讓西戰役、以及帕提戰役中都身處第一線進行戰鬥。他和哥哥居伊十四世一同護送王太子前往蘭斯加冕為法王查理七世。在1429年7月17日，查理七世在加冕典禮後召開的議會中，以法王之名將拉瓦爾男爵領晉升為伯爵領，在1431年5月17日透過官方文書成立。1429年9月25日，法軍從英軍手中奪回拉瓦爾城堡，安德烈被指派防守拉瓦爾。
1433年，查理七世任命安德烈為拉瓦爾總督，和安布魯瓦茲·德·洛雷一同騷擾並收復諾曼第領土。在科唐坦半島，一群英格蘭指揮官佔據韋納布勒的聖吉爾修道院。安德烈與安布魯瓦茲受到布列塔尼公爵的請求前去將他們驅逐。他們率800人趁夜襲擊修道院，但在英軍的自衛下損失兩百人後撤退。英軍利用這場勝利發動反攻，向拉賽堡推進，但遭到安德烈與安布魯瓦茲兩名指揮官與隨後到來的700人擊潰，他們帶著大量戰利品與俘虜返回拉瓦爾。

## 法蘭西海軍上將與元帥
1436年，安德烈28歲，他參與巴黎圍城戰，並授命取代路易·德·庫朗成為法蘭西海軍上將。1439年，他重回法王的麾下，在法王的斡旋下取代逝世的皮埃爾·德·里厄（Pierre de Rieux）成為法國元帥。海軍上將一職則由普金七世·德·奎蒂維（Prigent VII de Coëtivy）接手。
安德烈以元帥身份和巴黎周邊的英軍交戰，在1441年的蓬圖瓦茲圍城戰中，他三度率軍正面攻擊英軍主力，在兩個半小時的戰鬥後成功奪下城鎮。接著又率分隊解放有巴黎出入口之稱的芒特。1442年參與博韋圍城戰，1443年與法王和王太子一同為迪耶普解圍。

## 收復領土

### 收復布列塔尼與諾曼第
安德烈與哥哥居伊十四世對英軍控制的諾曼第地區發動一連串迅捷的攻勢。迅速收復莫爾坦、庫唐斯、聖洛、卡靈頓、瓦洛涅等城市，並圍攻富熱爾，將其交還給布列塔尼公爵皮埃爾二世。1450年，英軍在福爾米尼戰役中慘敗，安德烈在巴約投降並接收聖索弗萊維孔特後，趁勢收復卡昂、法萊斯與瑟堡。至此法蘭西西北部除加萊外全數收復完畢。

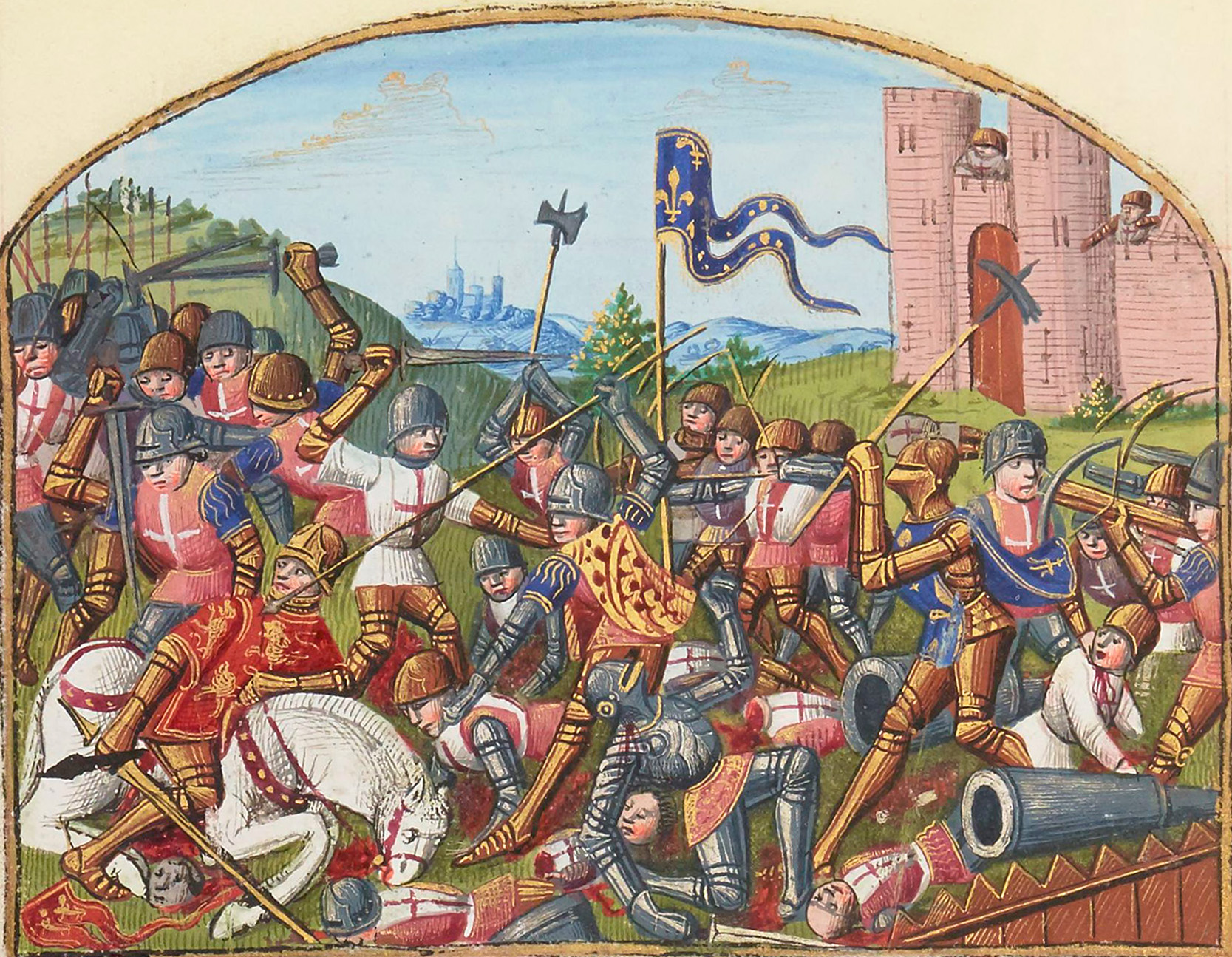
卡斯蒂永戰役

### 收復阿基坦
安德烈接著在1451年轉戰西南部的阿基坦地區，短短數月間，主要城市如波爾多、巴約訥皆投降，阿基坦地區很快便全數收復。
1453年，一些反對法蘭西統治的城市向英王求援，英王派出名將約翰·塔爾博特來對抗安德烈。7月13日，安德烈正在圍攻卡斯蒂永，塔爾博特率大軍前來解圍，但慘遭擊敗，塔爾波特與其子皆戰死。19日，卡斯蒂永開城投降。其他親英城市遭到掃蕩，到10月14日英格蘭勢力已完全清除，百年戰爭至此結束。

### 戰後
戰爭結束後，安德烈回到他的出生地蒙特敘爾城堡休養了一年，期間他的姪女和安茹的勒內成婚。不久後，安德烈收到法王命令前往逮捕違令的阿馬尼亞克伯爵讓五世，他和尚·普騰·桑特萊伊，以及克勒芒伯爵一同攻入阿馬尼亞克伯國，佔領17座城鎮與堡壘。阿馬尼亞克伯爵的根據地萊克圖爾雖然防禦完備，但撐不過數日的攻勢只好投降。

## 吉爾·德·雷的女婿
1451年，安德烈和雷女爵瑪莉·德·雷成婚。瑪莉是吉爾·德·雷的獨生女，吉爾和安德烈兩人都曾是聖女貞德的戰友。吉爾·德·雷在1440年遭處死後，瑪莉繼承了雷男爵的封地與爵位，依據妻權，安德烈在婚後也繼承了雷男爵的爵位。
瑪莉在1457年11月1日去世，兩人並未留下子嗣。安德烈逝世後，雷男爵的爵位由吉爾·德·雷的弟弟勒內·德·雷繼承。

## 公益同盟戰爭
1461年，法王查理七世逝世，由路易十一世繼位。長年和其父親有衝突的路易認為效忠查理的安德烈對他不忠，便剝奪他元帥的職位。安德烈只好離開宮廷回到拉瓦爾居住。
1465年，法蘭西王國與布列塔尼公國的公益同盟戰爭爆發，拉瓦爾家族因為受封於布列塔尼公爵而被捲入其中。安德烈率500名裝備精良的戰士參戰，經過一系列的戰役後，安德烈與其盟友進逼首都巴黎，路易因此採取外交手段分化同盟成員，在1465年10月29日的聖莫爾條約（法語：Traité de Saint-Maur）中認可安德烈為法蘭西第一元帥。1466年，路易又任命他為法蘭西海軍上將，緊接著又在隔年給他巴黎地區中將的軍銜。安德烈便身兼多職直到1476年。

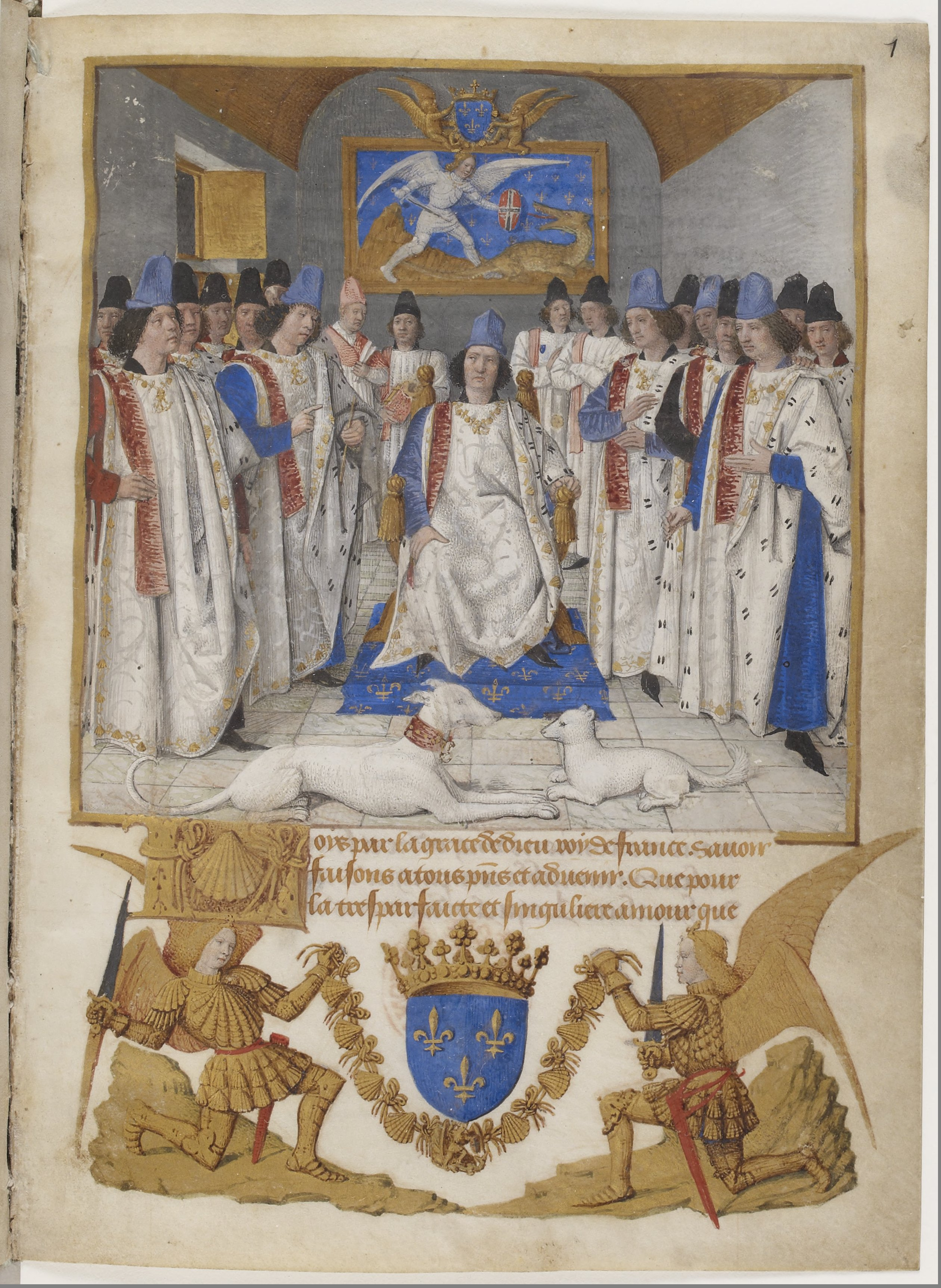
路易十一與聖彌額爾騎士

## 聖彌額爾勳章
公益同盟戰爭結束後，拉瓦爾家族與路易十一世的關係變得十分良好。安德烈向法王效忠，同時法王也給予安德烈許多回饋。1467年，法王給予安德烈「王國卓越成員」（法語：de membres éminents du royaume）的身分，這是新設立的榮譽頭銜。
1469年，路易十一世創立聖彌額爾騎士團，最初的十五位成員是經由王室特許的榮耀，也被用來鞏固貴族的忠誠。安德烈成為第四位授勳的聖彌額爾騎士，可以見得拉瓦爾家族在當時地位之顯赫。
面對勃艮第公爵大膽查里的領土擴張野心，安德烈又在1471年被任命為皮卡第總督，並在隔年成功抵擋大膽查里對博韋發動的襲擊。

## 逝世
安德烈在拉瓦爾的宅邸度過他的晚年，1486年12月29日逝世，沒有留下子嗣。勒曼主教菲利普·德·盧森堡將他安葬在拉瓦爾的聖圖加學院 （法語：collégiale Saint-Tugal de Laval） 。弟弟路易·德·拉瓦爾為他成立彌撒，據說每日都會為他哥哥的靈魂誦經，學院更在安德烈每年的忌日為他舉辦紀念活動。每日彌撒一直到1793年才為世人所知，又被稱為「元帥彌撒」。